# The Dark Knight (videojuego)
The Dark Knight es un videojuego cancelado de acción y aventura basado en la película homónima, el juego fue anunciado de manera no oficial en verano de 2007, e iba a ser distribuido por Pandemic Studios en toda América.
Cómo ya fue mencionado antes, el videojuego fue anunciado de manera no oficial por el actor Gary Oldman el 17 de julio de 2008 durante una entrevista con G4'Kristen Adams.

## Producción
Durante una entrevista con GameTrailes Oldman dijo que había recibido una oferta de participar en un nuevo y fluido videojuego de Batman, más tarde Oldman dijo que había aceptado la oferta que se le había dado, y que prestaría su voz al Sargento Gordon.
A pesar de estas declaraciones, el juego nunca salió al mercado, acorde a un artículo de Newsweek si se tenía planeado un videojuego de The Dark Knight aunque sin motivo alguno fue cancelado.